# Суфанувонг
Принц Суфанувонг (лаос. ສະເດັດເຈົ້າສຸພານຸວົງ, 13 июля 1909, Луангпхабанг — 9 января 1995, Вьентьян) — политический и государственный деятель Королевства Луангпхабанг и Королевства Лаос, один из лидеров борьбы за независимость страны в 1945 — 1954 годах, председатель Патриотического фронта Лаоса с 1956 года, президент Лаоса с декабря 1975 года по август 1991 года (исполнял обязанности до 31 октября 1986 года). Первый президент Лаосской Народно-Демократической Республики.

## Биография

### Королевское происхождение
Принц Суфанувонг родился 13 июля 1909 года в городе Луангпхабанг, столице Королевства Луангпхабанг, входившего в состав французского протектората Лаос, недавно включённого в Индокитайский союз, и был младшим из 22 сыновей Вице-Короля Бунхонга, последнего вице-короля Луангпхабанга. Его единокровные братья — Суванна Фума и Петсарат были рождены женщинами королевского рода. Но его мать, Мом Кхам Уан, была женщиной незнатного происхождения. Его мать не могла прокормить ребенка, который довольно часто становился объектом насмешек со стороны сверстников — членов королевской семьи. По утверждению некоторых исследователей, именно нищенское состояние семьи и незнатное происхождение Суфанувонга и способствовало радикализации его отношения к королевской семье.

### Инженер с левыми взглядами
В 1930-х годах Суфанувонг как член королевской семьи стал одним из немногих лаосцев, получивших европейское образование. Он проходил обучение в привилегированном лицее Альбера Сарро в Ханое (Вьетнам), а затем отправился во Францию, где во время школьных каникул год проработал в доках порта Гавр. Там, по словам Суфанувонга, который избегал называть себя коммунистом, он впервые узнал от рабочих о марксистском учении. Во Франции Суфанувонг окончил Парижскую школу гражданских инженеров, участвовал в акциях французского Народного фронта. В 1939 году он вернулся во Французский Индокитай, получил назначение в департамент общественных работ в прибрежном городе Нячанг (Центральный Вьетнам) и женился на дочери вьетнамского чиновника, оказывавшего ему покровительство. Годы проведённые в Нячанге во многом определили политические позиции Суфанувонга, который проникся идеей, что не имеющий выхода к морю Лаос сможет стать независимым только в союзе с Вьетнамом. До 1945 года Суфанувонг работал инженером в технических службах Вьетнама и Лаоса , занимался строительством мостов и дорог в различных районах Вьетнама. Во Вьетнаме он в конце концов стал последователем Хо Ши Мина и примкнул к коммунистическому движению Индокитая, участвовал в Августовской революции, лично встречался с Хо Ши Мином.

### Антифранцузская борьба (1945—1946)
В начале октября 1945 года Суфанувонг с группой сторонников возвратился в Лаос и обосновался в Тхакхэке. Оттуда группа установила связь с патриотическим комитетом «Лао Итсала» («Свободный Лаос») в Саваннакхете. 8 октября 1945 года, после переговоров, Суфанувонг возглавил расширенный комитет «Свободный Лаос», почётным председателем которого был избран его единокровный брат, антифранцузски настроенный премьер-министр Лаоса принц Петсарат. После 12 октября Суфанувонг вошёл в состав правительства принца Кхаммао, сформированное во Вьентьяне вопреки воле короля после вынужденной отставки Петсарата. Под его руководством на юге Лаоса были созданы национальные комитеты, которые вскоре присоединились в комитету «Свободный Лаос» во Вьентьяне. В тот же день, 30 октября 1945 года принц Суфанувонг был назначен командующим вновь образованной Лаосской армией освобождения и обороны. В этом качестве Суфанувонг руководил силами лаосской национальной армии в решающем сражении с французским экспедиционным корпусом у Тхакхэка 21 марта 1946 года. Используя авиацию и артиллерию, французская армия нанесла поражение плохо обученным и почти безоружным лаосцам. В этих боях принц Суфанувонг был тяжело ранен и переправлен соратниками через Меконг в Таиланд.

### В эмиграции в Таиланде (1946—1950)
В Таиланде Суфанувонг вошел в состав правительства движения «Свободный Лаос» в изгнании в качестве министра иностранных дел, министра обороны и главнокомандующего вооружёнными силами, руководил созданием центров по подготовке партизанских кадров для ведения вооружённой борьбы в Лаосе. В феврале 1949 года он вышел из состава этого движения и создал Прогрессивную народную организацию, объединив в ней участников вооружённой борьбы. 16 мая того же года принц Кхаммао и Катай Сасорит исключили Суфанувонга из правительства «Свободного Лаоса», а в октябре 1949 года таиландские власти закрыли лаосские центры партизанской подготовки. В это же время движение «Свободный Лаос» было распущено, а его лидеры и участники в своём большинстве вернулись на родину. Оставшиеся в непримиримой оппозиции к королевским властям и к Франции Суфанувонг и его сторонники, не имея больше возможности действовать с территории Таиланда, вынуждены были к началу 1950 года перебазироваться в те районы Лаоса, где уже шла партизанская война.

### Председатель ЦК Фронта освобождения Лаоса (1950—1956)
13 августа 1950 года в провинции Хуапхан открылся Национальный съезд представителей народа Лаоса, на котором были представлены партизанские группировки Лаосунгская лига сопротивления Лоблияйо Фанданга (провинция Сиангкхуанг), Патриотическое общество имени Коммадама Ситхона Коммадама (провинция Пхонгсали), остатки армии «Свободного Лаоса» в горах на востоке страны, партизанские силы Нухака Фумсавана (провинция Саваннакхет), группа «Латсавонг» Кейсона Фомвихана и др. На съезде принц Суфанувонг был избран председателем Центрального комитета Фронта освобождения Лаоса (Нео Лао Итсала) и председателем Совета министров правительства национального единства, ставшего действовать параллельно с королевским правительством Лаоса. Однако, поскольку все документы правительства Суфанувонга имели гриф Патет-Лао («Страна Лао») унаследованный от провозглашенного в 1945 году государства, то именно это название со временем распространилось на ФОЛ и его вооружённые отряды, а затем и на Патриотический фронт Лаоса.
В то время фронт задумывался как коммунистический вызов французскому колониальному правлению в Лаосе. Сам политик получил прозвище «Красный принц».
После Женевской конференции по Индокитаю Суфанувонг как лидер ФОЛ стал ведущей фигурой вооружённой оппозиции на переговорах о национальном примирении. Он встречался с премьер-министром королевского правительства принцем Суванна Фумой в Долине Кувшинов 9 сентября 1954 года, вёл переговоры в Рангуне с новым премьер-министром Катаем Сасоритом 9-11 октября 1955 года и подписал с ним соглашение о прекращении военных действий.

### Председатель Патриотического фронта Лаоса (1956—1975)

#### Национальное примирение
6 января 1956 года созванный по инициативе недавно образованной Народной партии Лаоса II съезд Фронта освобождения Лаоса реорганизовал ФОЛ в Патриотический фронт Лаоса. Суфанувонг стал председателем ПФЛ, партийный лидер Кейсон Фомвихан — его заместителем, Фуми Вонгвичит — генеральным секретарём ПФЛ. В новом качестве Суфанувонг возглавил делегацию ПФЛ на переговорах во Вьентьяне с премьер-министром Суванна Фумой 1 — 10 августа 1956 года, завершившихся подписанием осенью ряда соглашений о национальном примирении. 28 декабря того же года принцы Суфанувонг и Суванна Фума подписали соглашение о сформировании правительства национального единства с участием Патриотического фронта Лаоса. Однако это соглашение вызвало резкое сопротивление политической элиты королевского Лаоса и в январе 1957 года Суфанувонг был вынужден покинуть Вьентьян и вернулся обратно для переговоров с Суванна Фумой только в сентябре того же года. Суфанувонгу удалось добиться признания ПФЛ легальной политической партией и 18 ноября 1957 года он на торжественной церемонии вручил регенту королевства наследному принцу Саванг Ваттхане заявление о передаче провинций Хуапхан и Пхонгсали королевскому правительству и заверил, что участники сопротивления «будут уважать и защищать нацию, религию, монархию и конституцию». В тот же день Суфанувонг вошёл в сформированное Суванна Фумой правительство национального единства в качестве министра планирования, реконструкции и градостроительства, а на дополнительных парламентских выборах 4 мая 1958 года был избран депутатом Национального собрания Лаоса.

#### Арест. Тюрьма. Побег
18 августа 1958 года к власти в стране пришло правительство Фуи Сананикона, который лишил Суфанувонга и других представителей Патриотического фронта Лаоса министерских постов и начал сворачивать процесс национального примирения. После военного конфликта между королевской армией и частями ПФЛ в Долине Кувшинов, правительство Сананикона 19 мая 1959 года приказало блокировать дома Суфанувонга и других лидеров ПФЛ во Вьентьяне, а 28 июня 1959 года отдало приказ об их аресте. В тот же день Суфанувонг и ещё 14 руководителей Патриотического фронта Лаоса были отправлены в тюрьму.
Арест Суфанувонга не привёл к стабильности в Лаосе. Дата суда над ним и его сторонниками откладывалась несколько раз, пока ночью с 23 на 24 мая 1960 года, во время грозы, Суфанувонг и другие заключённые не бежали из тюрьмы вместе с охранявшими их солдатами королевской армии. Они прошли по лаосским джунглям и так называемой тропе Хо Ши Мина около 300 миль на восток, пока не добрались до горных районов, контролировавшихся силами Патриотического фронта Лаоса .
В 2007 году ветеран спецподразделений Вьетнамской народной армии старший полковник Нгуен Нгон (вьет. Nguyễn Ngôn) опубликовал свои воспоминания о тех событиях. Согласно рассказу Нгуен Нгона, операцию по освобождению принца Суфанувонга осуществила группа из 5 вьетнамских спецназовцев под его командованием. Лейтенант Нгуен Нгон, которому тогда было чуть больше тридцати лет, лично отобрал бойцов для выполнения поставленной задачи и 47 дней вёл свою группу до Вьентьяна. Ветеран подробно описал детали успешной операции в тюрьме Фон Кхиенг. Позднее сын Суфанувонга передал вьетнамскому офицеру в знак благодарности расшитую традиционную лаосскую рубаху.

#### Новые враги и поиск национального примирения
18 сентября 1960 года Суфанувонг опубликовал заявление, в котором вновь подтвердил стремление вести переговоры с королевским правительством, на этот раз для объединения усилий в борьбе с правым кабинетом принца Бун Ума в Саваннакхете. 20 ноября Суфанувонг и принц Суванна Фума, вновь возглавивший королевское правительство, подписали в Самныа коммюнике, утверждавшее единство их взглядов и действий по многим вопросам, а 12 декабря 1960 года армия ПФЛ получила приказ начать боевые действия против армии Бун Ума на стороне королевского правительства.
После того, как в мае 1961 года открыло свою работу Международное совещание 14 государств по урегулированию лаосского вопроса, Суфанувонг вновь представлял Патриотический фронт Лаоса на различных встречах и переговорах. Он вёл диалог с принцами Суванна Фумой и Бун Умом в Цюрихе в конце июня 1961 года, в лаосском местечке Хинхеп 6 — 8 октября того же года, 19 января 1962 года в Женеве, 7 июня 1962 года в Долине Кувшинов. Процесс национального примирения дал результаты и 23 июня 1962 года король Шри Саванг Ваттхана утвердил состав коалиционного правительства Суванна Фумы, в котором Суфанувонг занял пост заместителя премьер-министра и министра экономики и планирования.
Однако после убийства 1 апреля 1964 года министра иностранных дел Кинима Фолсены Суфанувонг и другие министры от ПФЛ вынуждены были покинуть Вьентьян в целях безопасности. Через семнадцать дней Суфанувонг встретился с Суванна Фумой в Долине Кувшинов, но их переговоры не дали результатов, а ещё через два дня Суванна Фума был свергнут в результате переворота во Вьентьяне.
Только через десять лет, после подписания Вьентьянских соглашений 1973 года, процесс национального примирения в Лаосе вступил в новую фазу. 5 апреля 1974 года король утвердил состав коалиционного правительства Суванна Фумы, а принц Суфанувонг был утверждён председателем высшего переходного законодательного и консультативного органа — Национального политического коалиционного совета. НПКС, собравшийся под председательством Суфанувонга 25 апреля 1974 года в Луангпхабанге, вскоре принял Программу построения мира, независимости, нейтралитета, демократии, единства и процветания Королевства Лаос и Положение о демократических свободах лаосских граждан. Политическая программа предусматривала свободу слова, свободу печати, свободу собраний, гарантии избирательных права и свободы предпринимательства, а также право частной собственности, однако события 1975 года привели к установлению в Лаосе безраздельной власти Народно-революционной партии Лаоса.

### Упразднение монархии. Первый президент Лаоса
В ноябре 1975 года в Лаосе, территория которого уже полностью контролировалась силами ПФЛ, была развёрнута кампания с требованиями ликвидации монархии, роспуска временных органов власти и сформирования новых государственных структур ещё до всеобщих выборов, которые были намечены на 1 апреля 1976 года. 25 ноября 1975 года Суфанувонг собрал во Вьенгсае заседание НПКС, которое одобрило эти требования, а вскоре сам в сопровождении Суванна Фумы и Фуми Вонгвичита выехал в Луангпхабанг для переговоров с королём. Монархия была упразднена.
2 декабря 1975 года Национальный конгресс народных представителей во Вьентьяне принял отставку Национального политического коалиционного совета и назначил принца Суфанувонга первым президентом новообразованной Лаосской Народно-Демократической Республики и председателем Верховного национального собрания ЛНДР.
Когда 26 февраля 1979 года Патриотический фронт Лаоса был реорганизован во Фронт национального строительства Лаоса, Суфанувонг продолжил возглавлять эту организацию в качестве председателя Центрального комитета ФНСЛ. В середине декабря 1982 года решением ЦК НРПЛ он был так же назначен председателем Комитета по организации празднования 60-летия образования СССР.

### Зарубежные поездки

#### В качестве председателя Патриотического фронта
- СССР — 20 — 25 апреля 1961 года[65];
- СССР — 6 — 8 мая 1961 года (по пути в Женеву)[65];
- Швейцария — май — июнь 1961 года[65];
- СССР — 28 июня — 1 июля 1961 года[65];
- СССР — сентябрь-октябрь 1962 года (на отдыхе и лечении. Был принят Н.С.Хрущёвым, А. Н. Косыгиним и Ф. Р. Козловым)[66];
- Китайская Народная Республика — октябрь 1962 года (принят Мао Цзэдуном и Чжоу Эньлаем)[66];
- Демократическая Республика Вьетнам — май 1971 года (глава делегации лаосского народа)[67].

#### В качестве президента Лаоса
- Индия и Бирма — январь 1977 года[68].
- Демократическая Кампучия — декабрь 1977 года (глава партийно-правительственной делегации)[68];
- Народная Республика Кампучия — март 1979 года (подписал соглашение о взаимопомощи в экономической, культурной и технической областях)[63];
- Народная Республика Кампучия — январь 1980 года[69];
- Вьетнам — апрель 1980 года[69];
- Монголия — октябрь 1980 года[69];
- СССР — октябрь 1982 года (глава делегации на похоронах Л.И.Брежнева)[70];
- Куба — июль 1983 года[71];
- Народная Республика Кампучия — январь 1984 года (глава делегации на праздновании 5-летия НРК)[72];
- СССР — март 1985 года (глава делегации на похоронах К.У. Черненко; принят М.С. Горбачёвым)[73].

### Последние годы
Суфанувонг занимал пост президента до своей отставки по состоянию здоровья в октябре 1986 года. После 1986 года Фуми Вонгвичит исполнял обязанности президента, а в июне 1989 года пост Председателя Верховного народного собрания был передан министру финансов Нухаку Пхумсавану, хотя формально Суфанувонг оставался президентом до 15 августа 1991 года, когда Кейсон Фомвихан решил провести реформу власти в Лаосе и придать больший вес посту президента. Тогда Суфанувонг был окончательно освобождён от обязанностей президента, а Кейсон Фомвихан сам занял этот пост.
Только в апреле 1982 года Суфанувонг был введён в состав Политбюро ЦК НРПЛ. До V съезда партии в марте 1991 года он был членом Центрального комитета и Политбюро, после этого до своей смерти занимал пост советника при Центральном Комитете.
Принц Суфанувонг скончался от болезни сердца 9 января 1995 года, о чём сообщило радио Вьентьяна, назвавшее его смерть серьёзным ударом для партии и страны. В Лаосе был объявлен пятидневный траур.

### Частная жизнь
В статье, посвящённой памяти Суфанувонга, газета «Нью-Йорк Таймс», отмечала, что «принц Суфанувонг, лихой, усатый человек с квадратным лицом, был известен как очаровательный и умный собеседник»
Суфанувонг был женат на вьетнамке Нгуен Тхи Ки Нам (Nguyen Thi Ky-Nam), которая не была членом Коммунистической партии, и имел 10 детей.
Владел восемью языками, включая латынь и греческий.

### Память
В лаосской провинции Сараван построенный в 1942 году мост называют «Мостом принца Суфанувонга». Мост был частично разрушен во время американских бомбардировок в 1968 году.
В 2009 году резиденция Суфанувонга в Луангпрабанге была отреставрирована и теперь в ней размещается отель «Сатри Хаус».